# London 2012 - Il videogioco ufficiale
London 2012 è il videogioco ufficiale delle Olimpiadi estive 2012 di Londra, ed è considerato il miglior gioco olimpico di sempre. Il gioco è stato pubblicato dalla SEGA e sviluppato dalla Sega Studios Australia, diventando il primo gioco del genere ad essere sviluppato direttamente dalla Sega. È uscito nei negozi il 26 giugno 2012 in America Settentrionale, il 28 giugno in Australia ed il 29 giugno in Europa.
È il secondo gioco ufficiale delle Olimpiadi, dopo Mario & Sonic ai Giochi Olimpici di Londra 2012.
Il gioco è caratterizzato da una modalità di gioco online per i giocatori che vogliono competere con altri giocatori nel mondo. Il gioco è compatibile con i sensori di movimento PlayStation Move ed Xbox Kinect.
Sono inoltre presenti da quest'anno tutti i nomi degli atleti, che, nonostante siano fittizi, sono comunque modificabili tramite editor interno.

## Discipline
In questo gioco saranno presenti ben 31 discipline. Scompaiono il Judo, gli 800m, i 1500m, il Salto con l'asta e 6 eventi della ginnastica artistica che erano presenti nel videogioco precedente di Pechino 2008. Fanno la loro comparsa invece il tiro con l'arco a squadre, i 100m stile libero, il trampolino e il beach volley! Di seguito sono elencati i 31 eventi disponibili:
| Tiro con l'arco - Individuale M/F - Squadre M/F Sport acquatici - Tuffi sincronizzati 3m M/F - Tuffi 3m M/F - Tuffi sincronizzati 10m M/F - Tuffi 10m M/F - Nuoto – 50m stile libero M/F - Nuoto – 100m dorso M/F - Nuoto – 100m rana M/F - Nuoto – 100m farfalla M/F - Nuoto – 100m Stile Libero M/F Ginnastica - Trampolino M - Volteggio M/F Tiro - Pistola ad aria compressa 25m M - Tiro al piattello M/F | Campo - 100m M - 110m ostacoli M - 200m M - 400m M/F - Lancio del disco M - Salto in alto M/F - Tiro del giavellotto M - Salto in lungo M - Getto del peso M - Salto triplo M Altri sport - Beach volley F - Canoa slalom – K1 kayak M - Ciclismo – keirin M - Canottaggio individuale M - Ping pong M - Sollevamento pesi cat. 105+ kg M |

## Nazioni rappresentate
- Australia
- Austria
- Belgio
- Brasile
- Canada
- Cina
- Repubblica Ceca
- Danimarca
- Finlandia
- Francia
- Germania
- Gran Bretagna

- Grecia
- Ungheria
- Irlanda
- Italia
- Giamaica
- Giappone
- Kenya
- Messico
- Paesi Bassi
- Nuova Zelanda
- Norvegia
- Polonia

- Portogallo
- Romania
- Russia
- Slovacchia
- Sudafrica
- Corea del Sud
- Spagna
- Svezia
- Svizzera
- Ucraina
- Turchia
- Stati Uniti

## Critiche
Londra 2012 è stato soggetto a molte critiche da parte degli appassionati del sollevamento pesi: questa disciplina infatti è stata soggetta ad un notevole miglioramento grafico rispetto a Pechino 2008 ma ad un enorme calo a livello di gameplay. Infatti non è presente l'esercizio dello slancio, ma soltanto quello dello strappo, che inoltre viene eseguito con l'atleta che piega le braccia durante la risalita. Ciò nella realtà non è possibile perché se l'atleta piega le braccia, la sua prova è considerata non valida.

## Colonna sonora
- Flipsyde – "Someday (versione olimpica)" (suonata durante i titoli di coda dopo aver completato la modalità Giochi Olimpici a livello difficile)
- Skrillex – "Ruffneck (Full Flex)" (solo su PS3)